# Панж
Панж (фр. Panges) — коммуна во Франции, находится в регионе Бургундия. Департамент коммуны — Кот-д’Ор. Входит в состав кантона Сен-Сен-л’Аббеи. Округ коммуны — Дижон.
Код INSEE коммуны — 21477.

## Население
Население коммуны на 2010 год составляло 80 человек.
| 1962 | 1968 | 1975 | 1982 | 1990 | 1999 | 2010 |
| ---- | ---- | ---- | ---- | ---- | ---- | ---- |
| 70   | 79   | 61   | 61   | 71   | 74   | 80   |

## Экономика
В 2010 году среди 49 человек трудоспособного возраста (15—64 лет) 38 были экономически активными, 11 — неактивными (показатель активности — 77,6 %, в 1999 году было 72,5 %). Из 38 активных жителей работали 35 человек (18 мужчин и 17 женщин), безработных было 3 (1 мужчина и 2 женщины). Среди 11 неактивных 2 человека были учениками или студентами, 6 — пенсионерами, 3 были неактивными по другим причинам.